# The Underdog Project
The Underdog Project est un groupe de house originaire de Hambourg en Allemagne. Le groupe a débuté avec la sortie en 2000 de It Doesn't Matter. The Underdog Project s'est fait connaître en France avec Summer Jam 2003 et Saturday Night. Le groupe est composé de quatre membres : Vic Krishna (chanteur), Craig Smart (chanteur), DJ Frank (remixeur) et AJ Duncan (keyboards).
En 2012 ils sortent un remix de Summer Jam 2003 baptisé pour l'occasion Summer Jam 2012

## Discographie

### Album studio
| It Doesn't Matter                          | - Date de sortie : 20 novembre 2000 - Label : Radikal - Format : CD, Téléchargement digital | 3 | 57 | 16 | 74 | 2 |
| "—" Signifie que l'album n'est pas classé. |                                                                                             |   |    |    |    |   |

### Singles
| Summer Jam                                                         | 2000 | —  | —  | —  | —  | 3  | —  | —  | 17 | —  | It Doesn't Matter |
| Tonight                                                            | 2000 | —  | —  | —  | —  | —  | —  | —  | —  | —  | It Doesn't Matter |
| Saturday Night                                                     | 2002 | 2  | 14 | 11 | 26 | —  | 9  | 40 | —  | —  | Non-album single  |
| Summer Jam 2003                                                    | 2003 | 1  | 1  | 2  | 3  | 86 | 1  | 36 | 24 | 14 | Non-album single  |
| Winter Jam                                                         | 2003 | 16 | —  | —  | —  | —  | 19 | —  | —  | —  | Non-album single  |
| Remember                                                           | 2004 | —  | —  | —  | —  | —  | —  | —  | —  | —  | Non-album single  |
| Girls of Summer                                                    | 2007 | —  | —  | —  | —  | —  | —  | —  | —  | —  | Non-album single  |
| "—" signifie que le single n'est pas classé ou sorti dans le pays. |      |    |    |    |    |    |    |    |    |    |                   |

## Vidéographie

### Clips
- 2000 : Summer Jam, tiré de It Doesn't Matter, dirigé par Patric Ullaeus
- 2001 : I Can't Handle It, tiré de It Doesn't Matter, dirigé par Patric Ullaeus
- 2002 : Saturday Night, tiré de Saturday Night, dirigé par Patric Ullaeus